# Levantamiento Lerdista de 1878
El Levantamiento Lerdista de 1878 fue un conflicto militar. 
En los primeros meses del año de 1878 se produjeron algunos movimientos sediciosos a favor de la causa lerdista y presentándose en la frontera del Norte una fuerza acaudillada por el general Mariano Escobedo, que desde el 18 de mayo de 1878, se pronunció desde su exilio en Nueva York y concretó un levantamiento militar que estalló el 19 de julio. 
El levantamiento fracasó, pues la mayor parte del ejército federal se mantuvo leal a Porfirio Díaz. Este fracaso militar inició la desintegración del grupo lerdista.  Escobedo, que se había pronunciado en Guerrero, Coahuila fue aprehendido el 29 de julio de 1878 en Cuatrociénegas y Díaz le perdonó la vida pues posteriormente fue derrotado en Matamoros el general Lorenzo Garza.  
El general Palacios, que se levantó en Zacatecas también poco tiempo después tuvo que rendirse, por lo que tanto Escobedo, como Palacios y Garza fueron hechos prisioneros y conducidos a la Ciudad de México para ser encerrados en la fortaleza de Santiago Tlaltelolco, de donde salieron en libertad pasados algunos meses.